# Grand Prix automobile d'Italie 2020
GP précédent GP suivant
Le Grand Prix automobile d'Italie 2020 (Formula 1 Gran Premio Heineken d'Italia 2020), disputé le 6 septembre 2020 sur le circuit de Monza, est la 1026e épreuve du championnat du monde de Formule 1 courue depuis 1950 où le circuit, situé dans le Parco Reale de Monza et surnommé « le Temple de la vitesse », faisait partie des sept pistes utilisées pour cette édition inaugurale. Il s'agit de la soixante-et onzième édition du Grand Prix d'Italie comptant pour le championnat du monde de Formule 1, la soixante-dixième se tenant à Monza et la huitième manche du championnat 2020.
La pandémie de Covid-19 a entraîné le report ou l'annulation des dix premières course prévues du championnat 2020, et la saison a finalement démarré avec le Grand Prix d'Autriche le 5 juillet. Le 2 juin 2020, la direction de la Formule 1 publie une première version du nouveau calendrier comptant huit courses toutes disputées en Europe, la huitième étant le Grand Prix d'Italie, disputé au même moment de l'année que d'habitude, à la différence qu'il devait s'agir de la quinzième manche du championnat et que la course a lieu à huis clos. La Formule 1 reste ensuite en Italie pour disputer, une semaine plus tard, l'inédit Grand Prix de Toscane sur le circuit du Mugello.  
L'interdiction du « mode fête » et l'obligation de rouler avec une cartographie moteur unique durant l'ensemble du weekend de course ne change rien au déroulement des qualifications concernant les Mercedes W11, bien au contraire : Lewis Hamilton et Valtteri Bottas sont seuls au monde pour la conquête de la pole position sur le « temple de la vitesse ». Ils battent tous les deux le précédent record du tour le plus rapide de l'histoire de la Formule 1, établi par Kimi Räikkönen à Monza en 2018. À la vitesse moyenne de 264,363 km/h, Hamilton obtient sa 94e pole position, sa sixième de l'année (contre cinq au total en 2019), devançant son coéquipier de 69 millièmes de seconde. Contrairement à leurs rivaux, ils n'ont pas eu besoin de chercher l'aspiration de pilotes roulant devant eux pour gagner du temps et ont préféré évoluer dans un air non perturbé dans les lignes droites, les qualités de leur voiture dans les virages et les chicanes leur conférant un avantage important. 
Le plus rapide derrière eux, à huit dixièmes de seconde, est Carlos Sainz Jr., accompagné en deuxième ligne par Sergio Pérez. Max Verstappen, à presque une seconde de Hamilton, ne réalise que le cinquième temps et part en troisième ligne avec Lando Norris. Daniel Ricciardo et Lance Stroll occupent la quatrième ligne, Alexander Albon et Pierre Gasly complétant la liste des pilotes qui ont atteint la troisième phase des qualifications. Ferrari déplore son pire résultat en qualifications à Monza où Sebastian Vettel, éliminé en Q1, s'élance du dix-septième rang tandis que Charles Leclerc, qui atteint la Q2 de justesse, s'élance treizième, un an après avoir réalisé la pole position et obtenu la victoire.
Des circonstances exceptionnelles permettent à Pierre Gasly de remporter sa première victoire en Formule 1 pour son cinquante-cinquième départ. Né en 1996, l'année du dernier succès d'un Français en Formule 1 (Olivier Panis au Grand Prix de Monaco), il devient le 109e vainqueur de la discipline et le treizième français ainsi que, à 24 ans, le plus jeune pilote victorieux de son pays. La Scuderia AlphaTauri remporte également son premier succès, le deuxième de l'équipe basée à Faenza qui, sous la dénomination Scuderia Toro Rosso, avait gagné à Monza avec en 2008 grâce à Sebastian Vettel. Carlos Sainz Jr., deuxième après avoir pourchassé Gasly en fin de course, et Lance Stroll, troisième, complètent un podium totalement inédit. Aucune autre écurie que Mercedes, Red Bull ou Ferrari ne s'était imposée depuis le Grand Prix d'Australie 2013, et ne pas trouver un pilote d'une de ces trois équipes sur un podium remonte au Grand Prix de Hongrie 2012.  
Gasly, dixième sur la grille, voit Lewis Hamilton s'échapper d'entrée de jeu alors que Valtteri Bottas, qui rate son envol, se retrouve sixième après un tour et que Carlos Sainz Jr. roule en deuxième position. Alors qu'Hamilton caracole en tête, la course s'anime après vingt tours quand Kevin Magnussen, en panne non loin de la voie d'entrée des stands, se gare au bord de la piste ce qui provoque la sortie de la voiture de sécurité et la fermeture temporaire de la pitlane. Juste avant, Gasly a troqué ses gommes tendres pour des pneus durs. Hamilton et Antonio Giovinazzi commettent tous deux l'erreur de rentrer au stand, manœuvre temporairement prohibée. Après trois tours derrière la voiture de sécurité, la voie des stands est enfin libérée et la plupart des autres pilotes procèdent à leur changement de pneus. À la relance de l'épreuve, tous les concurrents repartent à pleine allure mais au vingt-quatrième tour, Charles Leclerc désormais quatrième, perd l'arrière de sa SF1000 dans la Parabolica et l'écrase violemment dans les pneus. Après plusieurs tours de neutralisation, la course est interrompue sur drapeau rouge pour permettre la réparation du mur de pneus, alors que la sanction tombe pour Hamilton et Giovinazzi sous la forme d'un stop-and-go de dix secondes. Les pilotes pouvant en profiter pour changer leurs gommes, Gasly choisit des medium, tout comme Lance Stroll qui ne s'était pas encore arrêté et bénéficie d'un « arrêt gratuit ». 
Une nouvelle procédure de départ est lancée au vingt-huitième tour ; sur la grille, Hamilton devance Stroll, Gasly, Räikkönen, Giovinazzi, Sainz, Norris et Bottas. Stroll rate son départ, permettant à Gasly d'occuper la deuxième place à la première chicane. Lorsqu'Hamilton et Giovinazzi observent leurs pénalités et repartent en queue de peloton, Pierre Gasly se retrouve en tête de la course. Sainz déborde rapidement Stroll, puis Räikkönen au trente-quatrième tour, et se lance à sa poursuite. Le Français réussit à garder plus d'une seconde d'avance sur son rival afin de l'empêcher d'entrer dans la zone d'utilisation de son aileron arrière mobile et se décale dans les lignes droites pour le priver d'aspiration mais, au dernier tour, la McLaren peut enfin abaisser son aileron. L'Espagnol n'est toutefois jamais en mesure de porter une attaque franche et Gasly, ainsi que toute son équipe, peuvent exulter ; battu de quatre dixièmes de seconde, Sainz obtient lui aussi le meilleur résultat de sa carrière. 
Lance Stroll, troisième, obtient le deuxième podium de sa carrière et devance Lando Norris qui a réussi à maintenir Bottas derrière lui ; ils sont suivis par Daniel Ricciardo et Lewis Hamilton qui, à coups de records du tour, est remonté jusqu'à la septième place et glâne un point bonus. Il atteint le record de 221 arrivées dans les points. Des bagarres du peloton émergent Esteban Ocon huitième, Daniil Kvyat neuvième et Sergio Pérez dixième. Tous ont débordé Kimi Räikkönen, très bien placé lors du nouveau départ, et qui n'a pu leur résister.
Au championnat du monde, Lewis Hamilton (164 points) possède une avance de 47 points sur Valtteri Bottas (117 points) qui dépasse Max Verstappen (110 points), hors du coup à Monza et victime d'un abandon sur un problème moteur après 30 tours. Loin derrière ce trio, Lando Norris est quatrième à égalité de points avec Lance Stroll (57 points). Dans un mouchoir de poche, suivent Alexander Albon (48 points), Charles Leclerc (45 points), Pierre Gasly (43 points), Carlos Sainz et Daniel Ricciardo (41 points). Chez les constructeurs, l'avance de Mercedes (281 points) sur Red Bull (158 points) atteint désormais 123 unités. McLaren conforte sa troisième place (98 points) devant Racing Point (82 points), Renault (71 points) qui dépasse Ferrari (61 points) et Alpha Tauri (47 points). Le jour où la famille Williams quitte la Formule 1, leur écurie reste la seule à ne compter encore aucun point.

## Contexte

### Premier Grand Prix sans modification des modes moteur
En marge du Grand Prix d'Espagne à Barcelone, les écuries reçoivent un courrier de Peter Bayer, secrétaire général de la FIA pour le sport automobile, annonçant le projet d'interdire le changement de mode moteur pour les qualifications et la course. Cela devrait déboucher sur une directive technique l'interdisant et n'autorisant aucune différence dans le fonctionnement du moteur sur un weekend de Grand Prix,. 
À l'issue du Grand Prix d'Espagne le 16 août, Michael Masi, le directeur de course de la FIA, a confirmé la volonté d'interdiction des modes de qualifications moteur : « Nos ingénieurs ont effectué un travail préparatoire considérable et nous avons également consulté les motoristes. Nous avons donc pleinement confiance en notre directive et nous avons l'intention de la publier avant la course à Spa. »
Michael Masi assure que la FIA à le pouvoir de faire respecter la règle sur les modes moteur lors des Grands Prix. Après le Grand Prix d'Espagne, les écuries ont été informées que l'instance souhaitait mettre un terme, dès la fin du mois d'août, à la pratique des modes moteur multiples : la fédération souhaite limiter l'utilisation à un seul mode moteur pour les qualifications et la course, ce qui signe d'une part la disparition des modes de performance de qualifications (« mode fête » ) et d'autre part, la disparition des modes d'économie du moteur en course pour permettre aux officiels de mieux contrôler ce que les écuries font avec leurs unités de puissance car « la multitude et la complexité des modes utilisés font qu'il est extrêmement difficile pour la FIA de contrôler le respect de toutes les réglementations et dispositions liées à l'unité de puissance à certains moments cruciaux des Grands Prix. » La FIA s'appuie sur l'article 27.1 du règlement sportif qui stipule que les pilotes doivent conduire leur monoplace seuls et sans aide alors que les modifications des modes du moteur à combustion interne actuellement en vigueur pourraient potentiellement signifier que le pilote ne conduit pas la voiture seul et sans aide.
La fin du « mode fête »  est finalement programmée pour entrer en vigueur dès le Grand Prix automobile d'Italie.

## Pneus disponibles
| Pneus pour piste sèche | Pneus pour piste sèche | Pneus pour piste sèche | Pneus pluie    | Pneus pluie |
| ---------------------- | ---------------------- | ---------------------- | -------------- | ----------- |
| Durs (Type C2)         | Médiums (Type C3)      | Tendres (Type C4)      | Intermédiaires | Pluie       |

## Essais libres

### Première séance, le vendredi de 11 h à 12 h 30
| Pos. | Pilote          | Voiture          | Chrono         | Écart     |
| ---- | --------------- | ---------------- | -------------- | --------- |
| 1    | Valtteri Bottas | Mercedes         | 1 min 20 s 703 |           |
| 2    | Lewis Hamilton  | Mercedes         | 1 min 20 s 948 | + 0 s 245 |
| 3    | Alexander Albon | Red Bull-Honda   | 1 min 21 s 500 | + 0 s 797 |
| 4    | Daniil Kvyat    | AlphaTauri-Honda | 1 min 21 s 555 | + 0 s 852 |
| 5    | Max Verstappen  | Red Bull-Honda   | 1 min 21 s 641 | + 0 s 938 |
| 6    | Pierre Gasly    | AlphaTauri-Honda | 1 min 21 s 667 | + 0 s 964 |

- Roy Nissany, pilote-essayeur chez Williams F1 Team, remplace George Russell lors de cette séance d'essais ; il obtient le 18e temps en 1 min 22 s 826[7].
- Max Verstappen sort de la piste à la chicane Ascari, traverse le bac à graviers et abîme le museau de sa Red Bull RB16 dans les barrières alors qu'il reste 50 minutes dans la séance ; ses mécaniciens réparent prestement sa monoplace et il peut reprendre la piste et réaliser le cinquième temps[8].
- Les pilotes de la Ferrari SF1000 sont, comme prévu, à la peine sur leurs terres : Charles Leclerc est onzième à 1 s 201 de Bottas et Sebastian Vettel dix-neuvième à 2 s 285[7].

### Deuxième séance, le vendredi de 15 h à 16 h 30
| Pos. | Pilote           | Voiture          | Chrono         | Écart     |
| ---- | ---------------- | ---------------- | -------------- | --------- |
| 1    | Lewis Hamilton   | Mercedes         | 1 min 20 s 192 |           |
| 2    | Valtteri Bottas  | Mercedes         | 1 min 20 s 454 | + 0 s 262 |
| 3    | Lando Norris     | McLaren-Renault  | 1 min 21 s 089 | + 0 s 897 |
| 4    | Pierre Gasly     | AlphaTauri-Honda | 1 min 21 s 121 | + 0 s 929 |
| 5    | Max Verstappen   | Red Bull-Honda   | 1 min 21 s 228 | + 1 s 036 |
| 6    | Carlos Sainz Jr. | McLaren-Renault  | 1 min 21 s 313 | + 1 s 121 |

- Lando Norris et Pierre Gasly bousculent la hiérarchie en étant les seuls pilotes à moins d'une seconde des Mercedes[10].
- Les Ferrari sont contraintes de rouler avec très peu d'appui et leurs pilotes ont du mal à les tenir sur la piste. Charles Leclerc s'exclame à la radio : « Cette voiture est si difficile à conduire ! » Il obtient le neuvième temps à 1 s 311 de Hamilton et Sebastian Vettel est douzième à plus d'une seconde et demie[11].

### Troisième séance, le samedi de 12 h à 13 h
| Pos. | Pilote           | Voiture         | Chrono         | Écart     |
| ---- | ---------------- | --------------- | -------------- | --------- |
| 1    | Valtteri Bottas  | Mercedes        | 1 min 20 s 089 |           |
| 2    | Carlos Sainz Jr. | McLaren-Renault | 1 min 20 s 318 | + 0 s 229 |
| 3    | Lando Norris     | McLaren-Renault | 1 min 20 s 412 | + 0 s 323 |
| 4    | Daniel Ricciardo | Renault         | 1 min 20 s 419 | + 0 s 330 |
| 5    | Lewis Hamilton   | Mercedes        | 1 min 20 s 439 | + 0 s 350 |
| 6    | Max Verstappen   | Red Bull-Honda  | 1 min 20 s 456 | + 0 s 367 |

- De Valtteri Bottas à Max Verstappen, les six premiers se tiennent en trois dixièmes de seconde[12].
- Alors qu'il utilise déjà un nouveau bloc propulseur, Daniel Ricciardo est contraint de se ranger en bord de piste à dix minutes de la fin de la séance, victime d'un problème moteur juste après avoir réalisé le quatrième temps[12].
- Romain Grosjean, Sergio Pérez, Nicholas Latifi, Carlos Sainz, Pierre Gasly, Alexander Albon et Lance Stroll font l'objet d'une enquête pour avoir conduit trop lentement, forçant Lewis Hamilton à rouler, à haute vitesse, dans l'herbe pour les éviter. Le pilote Mercedes a d'abord dépassé George Russell et Kevin Magnussen puis a du mettre deux roues sur l'herbe à l'approche de la Parabolica pour dépasser Latifi et Grosjean, qui roulaient côte à côte ; il a ensuite dépassé Pérez dans le dernier virage. Si les commissaires de course décident finalement de ne sanctionner personne, estimant qu'il était impossible d'incriminer un pilote plus qu'un autre, ils rappellent aux concurrents qu'ils devront respecter les consignes du directeur de course en qualifications concernant le temps minimum à respecter pour les tours lents (1 min 43 s)[13],[14],[15].

## Séance de qualifications

### Résultats des qualifications
| Pos.                                                                                      | Pilote             | Écurie                    | Qualifications 1 | Qualifications 2 | Qualifications 3 |
| ----------------------------------------------------------------------------------------- | ------------------ | ------------------------- | ---------------- | ---------------- | ---------------- |
| 1                                                                                         | Lewis Hamilton     | Mercedes                  | 1 min 19 s 514   | 1 min 19 s 092   | 1 min 18 s 887   |
| 2                                                                                         | Valtteri Bottas    | Mercedes                  | 1 min 19 s 786   | 1 min 18 s 952   | 1 min 18 s 956   |
| 3                                                                                         | Carlos Sainz Jr.   | McLaren-Renault           | 1 min 20 s 099   | 1 min 19 s 705   | 1 min 19 s 695   |
| 4                                                                                         | Sergio Pérez       | Racing Point-BWT Mercedes | 1 min 20 s 048   | 1 min 19 s 718   | 1 min 19 s 720   |
| 5                                                                                         | Max Verstappen     | Red Bull-Honda            | 1 min 20 s 193   | 1 min 19 s 780   | 1 min 19 s 795   |
| 6                                                                                         | Lando Norris       | McLaren-Renault           | 1 min 20 s 344   | 1 min 19 s 962   | 1 min 19 s 820   |
| 7                                                                                         | Daniel Ricciardo   | Renault                   | 1 min 20 s 548   | 1 min 20 s 031   | 1 min 19 s 864   |
| 8                                                                                         | Lance Stroll       | Racing Point-BWT Mercedes | 1 min 20 s 400   | 1 min 19 s 924   | 1 min 20 s 049   |
| 9                                                                                         | Alexander Albon    | Red Bull-Honda            | 1 min 21 s 104   | 1 min 20 s 064   | 1 min 20 s 090   |
| 10                                                                                        | Pierre Gasly       | AlphaTauri-Honda          | 1 min 20 s 145   | 1 min 19 s 909   | 1 min 20 s 177   |
| 11                                                                                        | Daniil Kvyat       | AlphaTauri-Honda          | 1 min 20 s 307   | 1 min 20 s 169   |                  |
| 12                                                                                        | Esteban Ocon       | Renault                   | 1 min 20 s 747   | 1 min 20 s 234   |                  |
| 13                                                                                        | Charles Leclerc    | Ferrari                   | 1 min 20 s 443   | 1 min 20 s 273   |                  |
| 14                                                                                        | Kimi Räikkönen     | Alfa Romeo-Ferrari        | 1 min 21 s 010   | 1 min 20 s 926   |                  |
| 15                                                                                        | Kevin Magnussen    | Haas-Ferrari              | 1 min 20 s 869   | 1 min 21 s 573   |                  |
| 16                                                                                        | Romain Grosjean    | Haas-Ferrari              | 1 min 21 s 139   |                  |                  |
| 17                                                                                        | Sebastian Vettel   | Ferrari                   | 1 min 21 s 151   |                  |                  |
| 18                                                                                        | Antonio Giovinazzi | Alfa Romeo-Ferrari        | 1 min 21 s 206   |                  |                  |
| 19                                                                                        | George Russell     | Williams-Mercedes         | 1 min 21 s 587   |                  |                  |
| 20                                                                                        | Nicholas Latifi    | Williams-Mercedes         | 1 min 21 s 717   |                  |                  |
| Temps minimal à réaliser pour la qualification : 1 min 25 s 079 (107 % de 1 min 19 s 514) |                    |                           |                  |                  |                  |

## Course

### Classement de la course
| Pos. | no | Pilote             | Écurie                    | Tours | Temps/Abandon                     | Grille | Points |
| ---- | -- | ------------------ | ------------------------- | ----- | --------------------------------- | ------ | ------ |
| 1    | 10 | Pierre Gasly       | AlphaTauri-Honda          | 53    | 1 h 47 min 6 s 056 (171,830 km/h) | 10     | 25     |
| 2    | 55 | Carlos Sainz Jr.   | McLaren-Renault           | 53    | + 0 s 415                         | 3      | 18     |
| 3    | 18 | Lance Stroll       | Racing Point-BWT Mercedes | 53    | + 3 s 358                         | 8      | 15     |
| 4    | 4  | Lando Norris       | McLaren-Renault           | 53    | + 6 s 000                         | 6      | 12     |
| 5    | 77 | Valtteri Bottas    | Mercedes                  | 53    | + 7 s 108                         | 2      | 10     |
| 6    | 3  | Daniel Ricciardo   | Renault                   | 53    | + 8 s 391                         | 7      | 8      |
| 7    | 44 | Lewis Hamilton     | Mercedes                  | 53    | + 17 s 245                        | 1      | 6 + 1  |
| 8    | 31 | Esteban Ocon       | Renault                   | 53    | + 18 s 691                        | 12     | 4      |
| 9    | 26 | Daniil Kvyat       | AlphaTauri-Honda          | 53    | + 22 s 208                        | 11     | 2      |
| 10   | 11 | Sergio Pérez       | Racing Point-BWT Mercedes | 53    | + 23 s 224                        | 4      | 1      |
| 11   | 6  | Nicholas Latifi    | Williams-Mercedes         | 53    | + 32 s 876                        | 20     |        |
| 12   | 8  | Romain Grosjean    | Haas-Ferrari              | 53    | + 35 s 164                        | 16     |        |
| 13   | 7  | Kimi Räikkönen     | Alfa Romeo-Ferrari        | 53    | + 36 s 312                        | 14     |        |
| 14   | 63 | George Russell     | Williams-Mercedes         | 53    | + 36 s 593                        | 19     |        |
| 15   | 23 | Alexander Albon    | Red Bull-Honda            | 53    | + 37 s 533                        | 9      |        |
| 16   | 99 | Antonio Giovinazzi | Alfa Romeo-Ferrari        | 53    | + 55 s 199                        | 18     |        |
| Abd. | 33 | Max Verstappen     | Red Bull-Honda            | 30    | Moteur                            | 5      |        |
| Abd. | 16 | Charles Leclerc    | Ferrari                   | 23    | Accident                          | 13     |        |
| Abd. | 20 | Kevin Magnussen    | Haas-Ferrari              | 17    | Perte de puissance                | 15     |        |
| Abd. | 5  | Sebastian Vettel   | Ferrari                   | 6     | Freins                            | 17     |        |

### Pole position et record du tour
- Pole position :  Lewis Hamilton (Mercedes) en 1 min 18 s 887 (264,363 km/h)[18].
- Meilleur tour en course :  Lewis Hamilton (Mercedes) en 1 min  22 s 746 (252,034 km/h) au trente-quatrième tour ; septième de la course, il remporte le point bonus associé au meilleur tour en course[19].

### Tours en tête
- Lewis Hamilton (Mercedes) : 26 tours (1-20 / 22-27)[20]
- Carlos Sainz Jr. (McLaren-Renault) : 1 tour (21)
- Pierre Gasly (AlphaTauri-Honda) : 26 tours (28-53)

## Classements généraux à l'issue de la course
| Pos. | Pilote             | Écurie                    | Points |
| ---- | ------------------ | ------------------------- | ------ |
| 1    | Lewis Hamilton     | Mercedes                  | 164    |
| 2    | Valtteri Bottas    | Mercedes                  | 117    |
| 3    | Max Verstappen     | Red Bull-Honda            | 110    |
| 4    | Lance Stroll       | Racing Point-BWT Mercedes | 57     |
| 5    | Lando Norris       | McLaren-Renault           | 57     |
| 6    | Alexander Albon    | Red Bull-Honda            | 48     |
| 7    | Charles Leclerc    | Ferrari                   | 45     |
| 8    | Pierre Gasly       | AlphaTauri-Honda          | 43     |
| 9    | Carlos Sainz Jr.   | McLaren-Renault           | 41     |
| 10   | Daniel Ricciardo   | Renault                   | 41     |
| 11   | Sergio Pérez       | Racing Point-BWT Mercedes | 34     |
| 12   | Esteban Ocon       | Renault                   | 30     |
| 13   | Sebastian Vettel   | Ferrari                   | 16     |
| 14   | Nico Hülkenberg    | Racing Point-BWT Mercedes | 6      |
| 15   | Daniil Kvyat       | AlphaTauri-Honda          | 4      |
| 16   | Antonio Giovinazzi | Alfa Romeo-Ferrari        | 2      |
| 17   | Kevin Magnussen    | Haas-Ferrari              | 1      |

| Pos. | Écurie                    | Points |
| ---- | ------------------------- | ------ |
| 1    | Mercedes                  | 281    |
| 2    | Red Bull-Honda            | 158    |
| 3    | McLaren-Renault           | 98     |
| 4    | Racing Point-BWT Mercedes | 82     |
| 5    | Renault                   | 71     |
| 6    | Ferrari                   | 61     |
| 7    | AlphaTauri-Honda          | 47     |
| 8    | Alfa Romeo-Ferrari        | 2      |
| 9    | Haas-Ferrari              | 1      |

## Statistiques
Le Grand Prix d'Italie 2020 représente :
- la 94e pole position de Lewis Hamilton, sa sixième de la saison et sa septième à Monza depuis 2008[23] ;
- la 1re victoire de Pierre Gasly, pour son 55e départ en Formule 1 ; il devient le 109e vainqueur de Grand Prix et le premier Français depuis Olivier Panis à Monaco 1996[24],[25],[26] ; il devient également le 13e Français à remporter un Grand Prix depuis le début du Championnat de Monde de Formule 1 en 1950 et le premier Normand à connaître le succès dans la discipline reine du sport automobile.
- la 1re victoire de la Scuderia AlphaTauri sous cette dénomination mais la deuxième victoire de l'équipe basée à Faenza après le succès de Sebastian Vettel, au volant d'une Toro Rosso sur le même circuit en 2008[27],[28] ;
- le 1er podium de  Racing Point F1 Team[29] ;
- la 77e victoire de Honda en tant que motoriste[30].

Au cours de ce Grand Prix :
- Lewis Hamilton obtient la pole position à la vitesse moyenne de 264,363 km/h et réalise le tour le plus rapide de l'histoire de la Formule 1, battant ainsi le précédent record, établi par Kimi Raïkkönen au Grand Prix d'Italie 2018 (263,588 km/h) ; Valtteri Bottas, deuxième des qualifications a également battu le précédent record de Räikkönen (264,132 km/h)[31],[32] ;
- Valtteri Bottas passe la barre des 1 400 points inscrits en Formule 1 (1 406 points inscrits)[33] ;
- Carlos Sainz Jr. passe la barre des 300 points inscrits en Formule 1 (308 points inscrits)[34] ;
- Lando Norris passe la barre des 100 points inscrits en Formule 1 (106 points inscrits)[35] ;
- Pierre Gasly mène un Grand Prix pour la première fois de sa carrière, durant 26 tours[36] ;
- Carlos Sainz Jr. mène un Grand Prix pour la première fois de sa carrière, durant 1 tour[37] ;
- Pierre Gasly est élu « Pilote du jour » à l'issue d'un vote organisé sur le site officiel de la Formule 1[38] ;
- Après Maurice Trintignant (2 victoires), François Cevert (1), Jean-Pierre Beltoise (1), Jean-Pierre Jabouille (2), Jacques Laffite (6), Patrick Depailler (2), Didier Pironi (3), Patrick Tambay (2), René Arnoux (7), Alain Prost (51), Jean Alesi (1) et Olivier Panis (1), Pierre Gasly est le treizième pilote français vainqueur d'un Grand Prix de Formule 1, et le plus jeune à réaliser cette performance, à 24 ans[39] ;
- Honda obtient une seconde victoire dans la même saison avec deux écuries différentes (après Red Bull), ce qui ne lui était plus arrivé depuis 1987 avec Lotus et Williams ;
- Lewis Hamilton améliore son record d'arrivées consécutives dans les points (41)[40], et égale celui de Michael Schumacher pour le nombre total (221)[41] ;
- Scuderia AlphaTauri est la première écurie autre que Ferrari, Mercedes et Red Bull à remporter une course depuis le Grand Prix automobile d'Australie 2013[42], c'est également la première fois depuis le Grand Prix de Hongrie 2012 qu'aucune des voitures de ces trois écuries n'atteint le podium[43].
- Tom Kristensen, nonuple vainqueur des 24 Heures du Mans et sextuple vainqueur des 12 Heures de Sebring a été nommé conseiller par la FIA pour aider dans leurs jugements le groupe des commissaires de course[44].